# Medaille Fidei et Virtuti
In de 19e eeuw werd de regering van de Paus bedreigd door de krachten van de Italiaanse eenwording (Risorgimento). Om de troepen die hij had geworven om Rome te kunnen verdedigen te belonen stichtte Paus Pius IX de medailles "Pro Petri Sede" in 1860 en "Fidei et Virtuti" in 1867. In het Italiaans: Croce di Mentana, Kruis van Mentana genoemd.
Ondanks de steun van de door de Paus opgeroepen Pauselijke Zoeaven, waaronder 3200 Nederlandse vrijwilligers, volgde de Inname van Rome door de Italianen op 20 september 1870. Hiermee werd de Kerkelijke Staat beëindigd en Italië verenigd.
Orde van de Gulden Spoor ·
Orde van Sint-Cecilia ·
Orde van Christus ·
Orde van Sint-Gregorius de Grote ·
Orde van het Heilig Graf ·
Orde van Sint-Johannes de Doper ·
Orde van Malta ·
Orde van Verdienste "Pro Merito Militensi" ·
Orde van de Moor ·
Orde van Pius ·
Piusridders ·
Silvesterorde ·
Orde van Sint-Silvester en de Militia Aurarta ·
Gouden Roos ·
Pro Ecclesia et Pontifice ·
Bene Merenti ·
Medaille Pro Petri Sede ·
Medaille Fidei et Virtuti
Zie ook: Ridderorden van het Vaticaan